# Hominina
Hominina è una sottotribù di Hominini alla quale appartengono i generi della linea evolutiva umana differenziatisi dopo il distacco della linea degli scimpanzé e di cui l'essere umano attuale è l'unica specie vivente.

## Classificazione filogenetica
| Gorillini | Gorilla (i gorilla) |
|           | Gorilla (i gorilla) |
| Hominini  | \| Panina \| Pan (scimpanzé, bonobo) \| \| \| Pan (scimpanzé, bonobo) \| \| Hominina \| Homo (l'essere umano) \| \| \| Homo (l'essere umano) \| |
|           | \| Panina \| Pan (scimpanzé, bonobo) \| \| \| Pan (scimpanzé, bonobo) \| \| Hominina \| Homo (l'essere umano) \| \| \| Homo (l'essere umano) \| |
| Panina    | Pan (scimpanzé, bonobo) |
|           | Pan (scimpanzé, bonobo) |
| Hominina  | Homo (l'essere umano) |
|           | Homo (l'essere umano) |

| Panina   | Pan (scimpanzé, bonobo) |
|          | Pan (scimpanzé, bonobo) |
| Hominina | Homo (l'essere umano)   |
|          | Homo (l'essere umano)   |

| Gorillini | Gorilla (i gorilla) |
|           | Gorilla (i gorilla) |
| Hominini  | \| Panina \| Pan (scimpanzé, bonobo) \| \| \| Pan (scimpanzé, bonobo) \| \| Hominina \| Homo (l'essere umano) \| \| \| Homo (l'essere umano) \| |
|           | \| Panina \| Pan (scimpanzé, bonobo) \| \| \| Pan (scimpanzé, bonobo) \| \| Hominina \| Homo (l'essere umano) \| \| \| Homo (l'essere umano) \| |
| Panina    | Pan (scimpanzé, bonobo) |
|           | Pan (scimpanzé, bonobo) |
| Hominina  | Homo (l'essere umano) |
|           | Homo (l'essere umano) |

| Panina   | Pan (scimpanzé, bonobo) |
|          | Pan (scimpanzé, bonobo) |
| Hominina | Homo (l'essere umano)   |
|          | Homo (l'essere umano)   |

## Tassonomia
- Genere Sahelanthropus †
  - Sahelanthropus tchadensis
- Genere Orrorin †
  - Orrorin tugenensis
- Genere Ardipithecus †
  - Ardipithecus kadabba
  - Ardipithecus ramidus
- Genere Australopithecus †
  - Australopithecus anamensis (alcuni autori lo fanno rientrare nel genere Praeanthropus)
  - Australopithecus bahrelghazali (alcuni autori lo fanno rientrare nel genere Praeanthropus)
  - Australopithecus africanus (alcuni autori lo fanno rientrare nel genere Praeanthropus)
  - Australopithecus afarensis
  - Australopithecus garhi
  - Australopithecus sediba
- Genere Paranthropus †
  - Paranthropus aethiopicus (Australopithecus aethiopicus)
  - Paranthropus boisei (Australopithecus boisei)
  - Paranthropus robustus (Australopithecus robustus)
- Genere Kenyanthropus †
  - Kenyanthropus platyops (alcuni autori lo fanno rientrare nel genere Australopithecus)
- Genere Homo
  - Homo antecessor  †
  - Homo di Denisova †
  - Homo erectus †
  - Homo ergaster †
  - Homo floresiensis †
  - Homo gautengensis †
  - Homo georgicus †
  - Homo habilis †
  - Homo heidelbergensis †
  - Homo naledi †[1]
  - Homo neanderthalensis †
  - Homo rhodesiensis †
  - Homo rudolfensis †
  - Homo sapiens

Oggi rimane un solo genere (Homo) con una sola specie vivente (Homo sapiens).
La classificazione della sottotribù potrebbe subire variazioni nell'ottica della sempre possibile riunificazione con l'altra sottotribù (Panina) e delle scoperte della scienza paleontologica e genetica.